# Kees Wennekendonk
Kees Wennekendonk (Rotterdam, 6 april 1957) is een Nederlands multidisciplinair kunstenaar, die zich bezighoudt met tekenen, ontwerpen, fotografie, muziek en taal. Hij maakte portretten in opdracht voor onder andere UN, Zin en het ministerie van Binnenlandse Zaken. Brilmontuurontwerpen voor onder meer Jules Deelder en trad veel op in het theater en op festivals. In 2017 was zijn foto-, teken- en ontwerpwerk te zien in het Centraal Museum Utrecht. De in het museum geschoten foto "De Verschijning van Zeynep" (een foto van een schoonmaakster van het museum) ontving veel media-aandacht.

## Biografie

### Jeugd
Wennekendonk is kleinzoon van componist Olivier Koop en zoon van amateurtekenaar en -schilder Gerard Wennekendonk. In zijn tienerjaren ontwikkelde Wennekendonk zich op beide gebieden. Hij tekende talloze portretten en speelde op zijn veertiende piano voor vijfentwintig gulden en een dubbeltje per avond in de plaatselijke herberg Het Regthuys in Breukelen.

### Muziek
Op zijn twintigste koos hij volledig voor de muziek. Hij volgde de conservatoriumopleiding in Groningen en was als componist, speler en acteur betrokken bij zo'n 35 theaterproducties. Daarbij werkte hij onder andere met Matthijs Rumke, Henk Scholten, Patricia Teurlings, Wilbert Gieske, Martin Oosthoek en Jan Veldman. Bij alternatief platenlabel Kloet verscheen zijn eerste lp Tegenwind.
Op zijn dertigste vertrok Wennekendonk naar Utrecht om meer voor tv te schrijven en solo te spelen. Via optredens in onder andere Sociëteit De Burcht in Leiden verscheen hij wekelijks als huispianist in het tv-programma Karel van Karel van de Graaf.

### Terugkeer naar het tekenen
Hoewel het met musiceren goed ging, miste hij het tekenen en pakte dat weer op. Hij ontwierp ook een bril voor zichzelf. Jules Deelder zag deze en bestelde bij Wennendonk een exemplaar van 'waaibomenhout'. Dit trok publiciteit en sindsdien ontwerpt en maakt Wennekendonk brilmonturen in opdracht.
Vanaf 1994 huurt Wennekendonk een woon- en werkatelier in een 14e-eeuwse werfkelder aan de Oudegracht in Utrecht. Daar organiseert hij kunstsalons: 'Pindaconcerten'. Daarin krijgt ieder die wil een kwartier om te laten zien en of horen wat hem of haar bezighoudt. Een Pindaconcert bestaat voor een groot deel uit poëzie en muziek.
In 1997 verschenen op initiatief van professor Flip de Kam opnames van piano-improvisaties van Wennekendonk op cd: Donder en Liefde I, in 2003 opgevolgd door de tweede cd: POETICA.
In 2000 begon Wennekendonk met de organisatie van kunstzinnige diners in de werfkelder. In datzelfde jaar schreef Kees zijn eerste solo-theaterprogramma: Donder & Liefde II, met liedjes, verhalen en gedichten. In 2004 volgde zijn programma En hij wou niet eens naar zee!!.
Vanaf zomer 2003 staan in het Utrechts Nieuwsblad door Wennekendonk getekende portretten. Deze verschenen sinds maart 2006 met eigen interviews in het maandblad ZIN, onder de titel: 'was getekend'. De eerste aflevering was met Dick Bruna op 17 maart. Daarna volgden onder meer Kristien Hemmerechts, Vincent Bijlo, Ingmar Heytze, Sylvia Borren, Hans Kahn, Bill van Dijk, Bart Römer, Gert Jan Dröge, Karin Bloemen en Willeke van Ammelrooy.

In november 2006 exposeerde het Utrechtse Stadhuis hiervan een overzichtstentoonstelling. De portretten verschenen in boekvorm als Portretten 2003-2006.
Voor de Utrechtse jazzmusicus Alan Laurilard en het SJU jazz-podium ontwikkelde Wennekendonk in 2004 het concept W o r d S c a p e , waarin dichters in live uitgevoerde soundscapes hun gedichten presenteren. Dit vindt vanaf maart 2004 in het SJU-jazzpodium en op festival Mooie Woorden plaats en sinds december 2005 in de SugarFactory, de Balie, Paradiso en andere locaties in Nederland en België. Dichters als Joost Zwagerman, Ruben van Gogh, Ilja Leonard Pfeijffer, Tsead Bruinja, Al Galidi, Simon Vinkenoog, Ingmar Heytze, Vrouwkje Tuinman, F. Starik traden erin op.
Wennekendonk trad in 2008 onder andere op tijdens de Museumnacht in Utrecht, voor het Gala van de Dood in Tivoli, 'Zuiderzinnen', Antwerpen, 'Las Palabras', 'De Nachten' en 'Weerwoord' in Paradiso en de Balie in Amsterdam, Dichters in de Prinsentuin in Groningen.
Zijn gedicht Claus' epitaaf verscheen in de bloemlezing In memoriam Prins Claus van uitgeverij Passage, Groningen; het gedicht Hoek van Inval in het literaire wandelingboekje Poëtisch Utrecht, een wandeling in gedichten. Verder verschenen gedichten van Wennekendonk in de de Volkskrant en in lesboeken voor hbo-opleidingen.
In 2011 werd zijn portret van de inmiddels overleden dichter/predikant Willem Barnard (ook bekend als Guillaume van der Graft) opgenomen in de Hall of Fame in het Utrechtse stadhuis.

In 2012 werden 65 van zijn Utrechtse portretten als cultureel erfgoed aangemerkt, en aangekocht door Het Utrechts Archief met behulp van crowdfunding.

In 2016 tekende Wennekendonk de eerste twee ex-bewindslieden in een serie voor Binnenlandse zaken: Gerd Leers en Liesbeth Spies.

In 2017 was er een tentoonstelling van zijn werk in het Centraal Museum Utrecht, op uitnodiging van toenmalig directeur Edwin Jacobs.

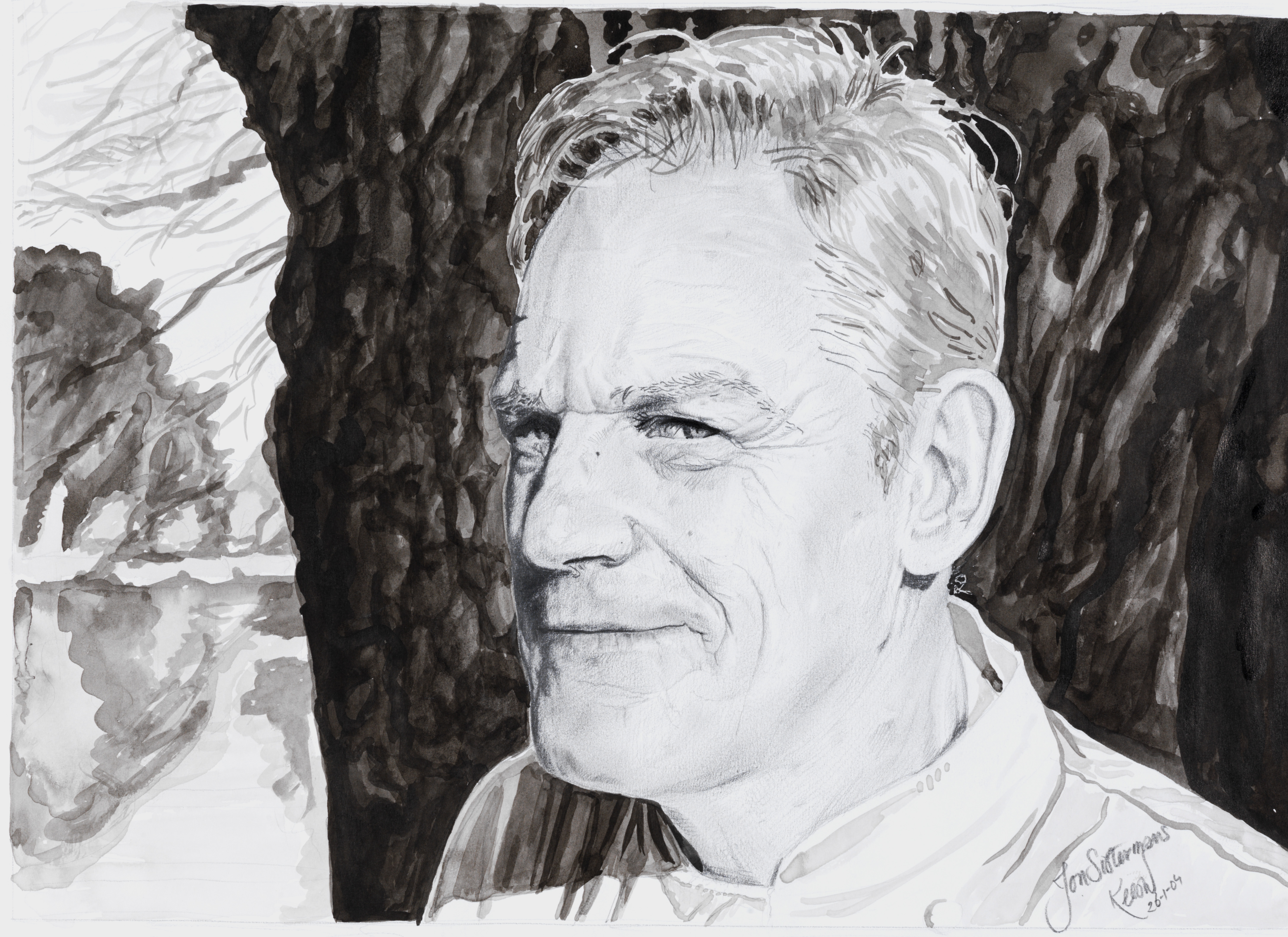
Jon Sistermans
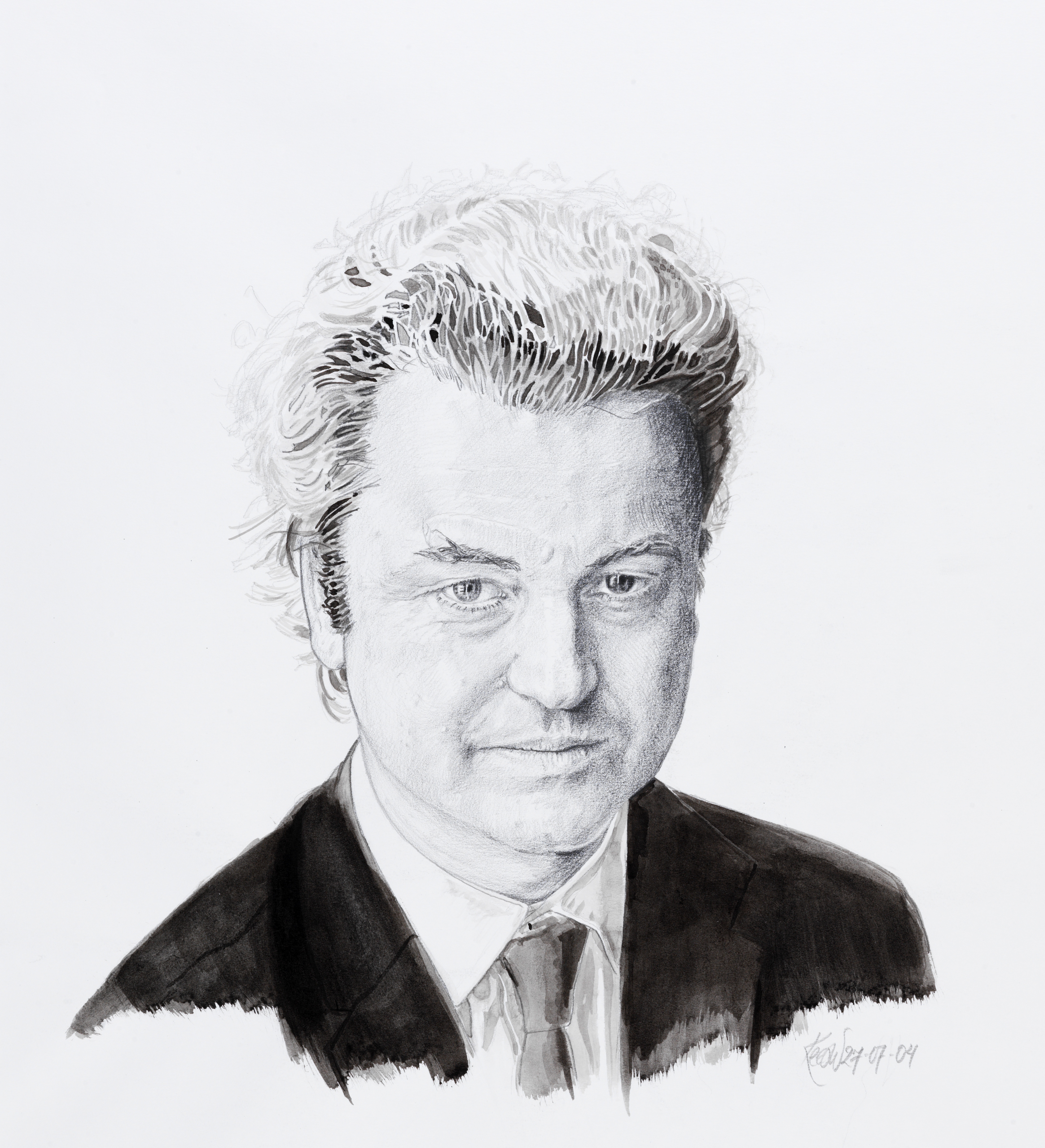
Geert Wilders
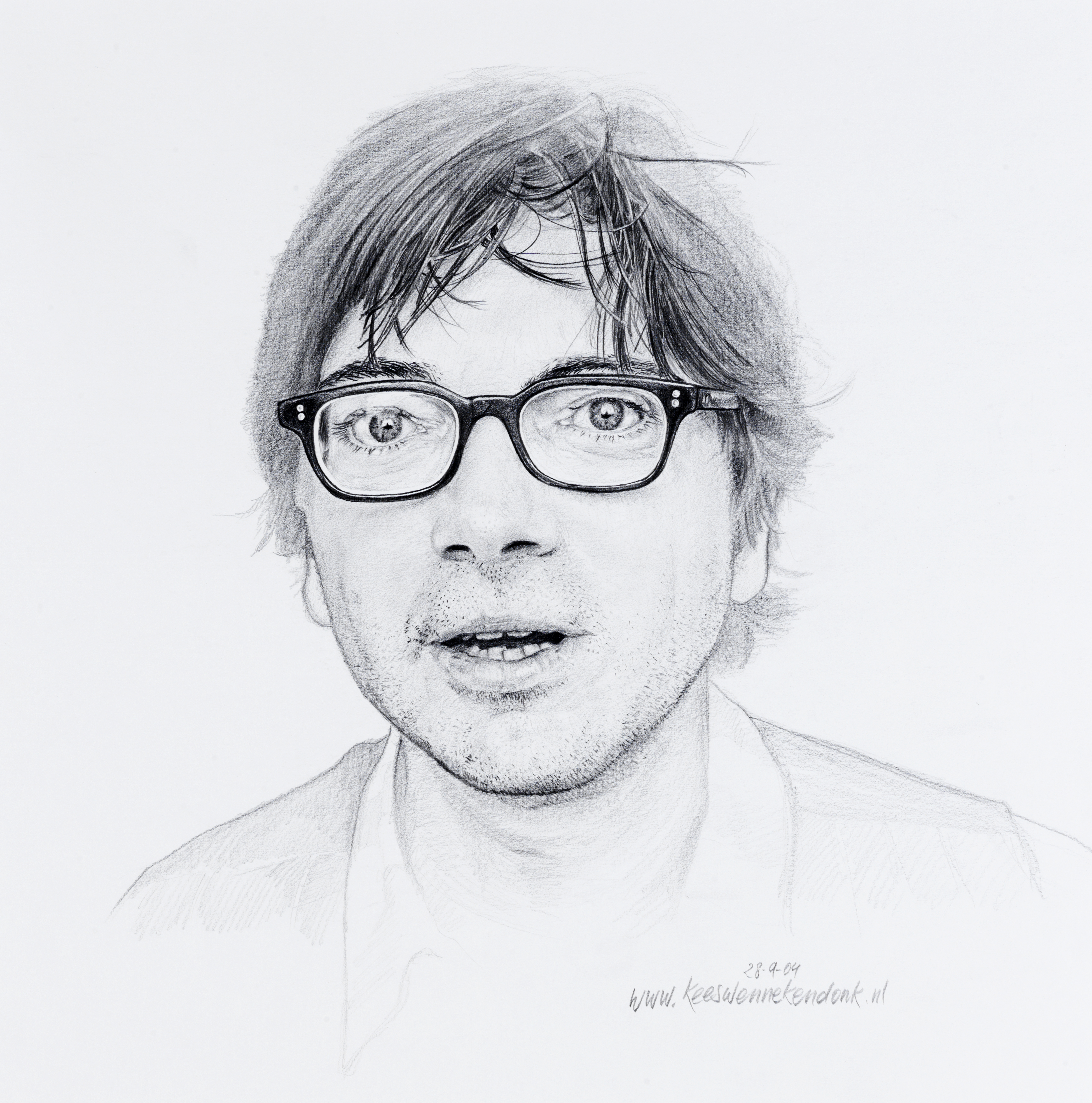
Dirk Tanghe